# Rivière-des-Prairies–Pointe-aux-Trembles
Rivière-des-Prairies–Pointe-aux-Trembles è un quartiere di Montréal, città del Canada situata nella provincia del Québec.
Costituito nel 2002, corrisponde alla parte nord-orientale dell'isola di Montréal.